# Open de Dubaï de tennis de table
L'Open de Dubai ITTF est une étape du Pro-tour de tennis de table organisée par la fédération internationale de tennis de table à Dubaï.

## Palmarès

### Senior
| année | simple messieurs | double messieurs  | simple dames | double dames       |
| ----- | ---------------- | ----------------- | ------------ | ------------------ |
| 2011  | Wang Hao         | Ma Lin/Zhang Jike | Ding Ning    | Guo Yue/Li Xiaoxia |

### Moins de 21 ans
| année | simple messieurs  | simple dames |
| ----- | ----------------- | ------------ |
| 2011  | Kim Min-seok (en) | Yang Ha-eun  |